# Guillermo Bahamonde Hoppe
Guillermo Bahamonde Hoppe (Concepción, 1878-Santiago, 26 de agosto de 1915) Abogado y diputado chileno.

## Biografía
Sus padres fueron Rodolfo Bahamonde Larenas y Flora Hoppe Galilea. Se casó con Ema Suárez Mujica y no tuvieron hijos. Hizo sus estudios de Humanidades en el Seminario Conciliar de Concepción y cursó Leyes en el Liceo de la misma ciudad, hasta obtener su título de abogado el 3 de julio de 1903, después de una memoria presentada a la Corte Suprema.
En el año 1896 y hasta poco antes de recibirse de abogado, ocupó el cargo de oficial primero de la Intendencia de Concepción, durante la administración de Agustín Vargas Novoa. En los años 1905 y 1906 fue secretario del Juzgado de Letras de Talcahuano, cargo al que renunció a fines de 1906, para dedicarse al ejercicio de su profesión de abogado en Talcahuano. Fue abogado de numerosas casas mayoristas de Concepción y Talcahuano y de la Municipalidad de Talcahuano. Al mismo tiempo desempeñaba las cátedras de Derecho y Castellano en el Instituto Comercial de aquel puerto.
Fue elegido diputado al Congreso Nacional para el periodo 1912-1915, por Coelemu y Talcahuano; reelegido para el periodo 1915-1918, por la misma zona.
Desde que llegó al Congreso fue miembro de la Comisión de Gobierno; diputado reemplazante en la Comisión de Elecciones; en el segundo periodo fue miembro de la Comisión de Elecciones y la Comisión de Gobierno; autor de diferentes proyectos de ley en temas como, sobre edificación, pavimentación, servicios eléctricos, plan económico y otros.
En diferentes ocasiones fue gobernador suplente de Talcahuano y en otras, juez letrado y promotor fiscal subrogante del mismo departamento.
Fue miembro y secretario de la Cámara de Comercio de Talcahuano, desde el año 1907 hasta ser elegido diputado.
Fue miembro del Partido Radical, quienes lo llevaron a la Cámara, donde luchó contra la corrupción, y debido a ello, en un incidente, dejó de existir, el 26 de agosto de 1915, al comienzo de su segundo periodo parlamentario.